# Bambang Kaswanti Purwo
Bambang Kaswanti Purwo (ur. 19 kwietnia 1951 w Yogyakarcie) – indonezyjski językoznawca, profesor lingwistyki na Uniwersytecie Atma Jaya w Dżakarcie.

## Życiorys
Zajmuje się zagadnieniami związanymi z syntaktyką, pragmatyką, analizą dyskursu, mową ojczystą i glottodydaktyką. Doktorat z językoznawstwa uzyskał w 1982 r. na Uniwersytecie Indonezyjskim, gdzie obronił rozprawę Deiksis dalam Bahasa Indonesia.
Swoją karierę akademicką związał z Uniwersytetem Atma Jaya. Członek Masyarakat Linguistik Indonesia, indonezyjskiego towarzystwa lingwistycznego. Redagował serię wydawniczą „NUSA: Linguistic Studies in Indonesian and Languages in Indonesia”.
Współautor istotnej gramatyki Tata Bahasa Baku Bahasa Indonesia.

## Wybrana twórczość
- Deiksis dalam Bahasa Indonesia (1984)
- Pragmatik dan Pengajaran Bahasa: Menyibak Kurikulum 1984 (1990)
- Kekhasan Bahasa Indonesia: Hasil Penelitian 1978–2012 (2012)